# 후안 데 랑가라
후안 프란시스코 데 랑가라 이 우아르테(Juan Francisco de Lángara y Huarte, 1736년 ~ 1806년)는 스페인 해군 장교이자 정치인이었다.

## 생애와 경력

### 초기 생애
그는 갈리시아 지방의 아코루냐에서 유명한 바스크인 가문의 아들로 태어났다. 그의 아버지는 메노르카섬 해전에서 중위 (Teniente de Navío)로 참전했던 후안 데 랑가라 아리쓰멘디 제독이었다. 1750년 해군사관학교 생도로 어린 나이에 스페인 해군에 입대한 랑가라는 다양한 전쟁에서 빠르게 두각을 나타냈다. 1766년부터 1771년까지 그는 필리핀 도독부와 남중국해로 세 번의 항해를 포함한 여러 과학 탐사를 수행했으며, 지도학에 여러 중요한 공헌을 했다. 1774년 그는 과학 탐사 프리깃 라 로살리아(La Rosalia)를 지휘했으며, 이는 조종술과 항해에 관해 여러 중요한 발견으로 이어졌다.

### 영국-스페인 전쟁 (1779년-1783년)
1778년까지 그는 여단장 또는 해군준장이었고 1779년 연합 함대에 참여하여 영국 포함 HMS 윈치컴(HMS Winchcomb)을 나포했는데, 이는 실패한 원정 중 유일하게 손실된 왕립 해군 함정이었다. 연합 함대가 1779년-80년 겨울 동안 각각 브레스트와 카디스에서 월동했을 때, 랑가라는 주로 소형의 전열함 11척으로 구성된 소규모 함대를 지휘하게 되었다. 그는 1780년 1월 16일 오후, 폭풍우 치는 산비센테곶의 어두운 절벽 근해에서 조지 로드니 경 휘하의 전함 18척과 프리깃 6척으로 구성된 전체 해군 병력과 맞섰다.
랑가라의 의도는 지브롤터 대포위 구호를 위한 영국 수송선을 요격하는 것이었지만, 로드니의 출항과 전력을 잘 알고 있던 프랑스 당국은 스페인 측에 경고하지 않아 랑가라의 치명적인 명령이 너무 늦게까지 유지되었다. 그와 그의 선원들은 영국군이 자신들의 배 5척을 나포하는 것을 막지 못했으며, 70문함 산토 도밍고(Santo Domingo)는 초저녁에 폭발했다. 랑가라는 새벽 2시에 그의 기함인 80문함 페닉스가 완전히 파손된 채 항복했다. 이 전투는 범선 시대의 해전이 밤에 일어나는 것이 이례적이었기 때문에 달빛 전투로 알려져 있다.
이후 곧 포로에서 풀려난 랑가라의 경력은 타격을 입지 않았다. 그는 한동안 유능한 해군 장관으로 근무한 후 1793년에는 스페인 함대의 최고 사령관이 되었다.

### 프랑스 혁명 전쟁
1793년 그는 새뮤얼 후드 경과 함께 18척의 스페인 전열함을 이끌고 툴롱의 프랑스 해군 병기창을 점령하는 데 참여했다 (8월–12월). 양측 간의 상호 협력은 긴장과 의심으로 점철되어 있었다. 허레이쇼 넬슨은 지중해로 가는 길에 카디스 항구를 방문했을 때 스페인 선원들에 대해 좋지 않은 인상을 받았는데, 스페인 상선대가 너무 작아서 스페인 해군 선원 중 약 10%만이 숙련된 선원이었다는 점을 고려하면 놀라운 일은 아니었다. 툴롱에서 이러한 긴장은 새로 점령한 병기창을 방어하는 것을 어렵게 만들었다. 그라비나가 심하게 부상을 입자, 발데스라는 스페인 중장은 연합군 전체 지휘권에 대한 자신의 주장을 내세웠다. 그 주장을 지지하기 위해 랑가라는 그의 3층함 레나 루이사(Reina Luisa) 기함을 HMS 빅토리(HMS Victory)에 대해 횡렬로 배치하고 다른 3층함 두 척을 선수와 선미에 배치했다. 그러나 후드는 이러한 위협 시도에 저항했다.
툴롱이 철수되기 전에 시드니 스미스 경이 지휘하는 영국과 스페인 방화 부대가 병기창과 항구 내의 선박들을 파괴하기 위해 파견되었다. 랑가라가 후방 방어 작전을 지휘했으며, 그의 부대원들은 병기창을 폭파하고 여러 전함을 다시 띄워 나중에 영국으로 보냈다. 후드는 도시가 함락되기 전에 툴롱에서 15척의 프랑스 함선을 빼낼 수 있었다. 1795년 2월 14일, 전열함 레나 루이사(Reina Luisa)를 타고 6시간의 추격 끝에 그는 32문 프랑스 프리깃 헬레나(Helène)를 나포했다.
프랑스와 스페인 간의 동맹이 1795년에 체결된 후 잠시 동안 랑가라는 1796년 나폴레옹의 이탈리아 전역 동안 협력했으며, 카디스에서 19척의 전열함과 10척의 프리깃을 이끌고 출항하여 제르비스가 카디스를 감시하도록 배치했던 만 소장의 분함을 피하고 지중해로 진입했다. 그는 카르타헤나에서 7척의 함선을 모아 코르시카까지 순항했지만 산 피오렌초 만에 정박해 있던 영국 함대에 공격을 가하지는 않았다. 그는 툴롱으로 향했고, 그곳에서 프랑스-스페인 연합 함대는 총 38척의 전열함으로 영국 지중해 함대를 압도했으며, 영국 함대는 만이 성급하게 영국 해협으로 도주한 후 전력의 3분의 1을 잃었다. 프랑스와 스페인 해군이 이런 식으로 합류에 성공하자 런던의 해군본부는 왕립 해군에게 코르시카와 지중해 모두에서 철수하라고 명령했다.
같은 해 그는 다시 해군 국무장관으로 임명되었고 국가 고문관이 되었다. 1797년 그는 해군 총감으로 임명되었다. 1799년 은퇴하여 1806년에 사망했다.

## 가족
그의 아내인 도냐 마리아 루트가르다(Doña María Lutgarda), 2대 레알 트란스포르테 이 데 라 빅토리아(Real Transporte y de la Victoria) 후작 부인은 1758년에 결혼했는데, 그녀는 돈 후안 호세 나바로, 1대 빅토리아 후작 (1744년 시시에 곶에서 존 빙 경에게 승리한 공로)의 손녀이자 유명한 탐험가이자 해군 장교인 안토니오 데 울로아의 딸이었다.

## 이름의 유래
랑가라가 스페인 해군을 이끌던 시기에 스페인 탐험가들은 현재의 캐나다 브리티시컬럼비아주 해안을 해도에 기록했고, 그 해도에 그의 이름을 따서 일부 지형에 이름을 붙였다. 그의 이름은 여전히 브리티시컬럼비아의 지명에서 찾아볼 수 있는데, 북부 브리티시컬럼비아 해안의 랑가라섬과 1970년 밴쿠버 커뮤니티 칼리지의 랑가라 캠퍼스로 설립되어 1994년 독립 공립 단과대학 지위를 얻은 밴쿠버의 랑가라 칼리지가 그러하다.

## 내용주
1. ↑  Higgitt, Rebekah; Dunn, Richard; Jones, Peter (2016년 2월 19일). 《Navigational Enterprises in Europe and its Empires, 1730–1850》. ISBN 9781137520647. 2022년 7월 14일에 원본 문서에서 보존된 문서. 2020년 12월 6일에 확인함.
2. ↑  “Historia del navío de línea Poderoso”. Todoababor.es. 2013년 12월 27일에 원본 문서에서 보존된 문서. 2014년 7월 26일에 확인함.
3. ↑  Court of King's Bench, Glenbervie 1813, p. 539.
4. ↑  “British privateer 'Winchcomb' (1779)”. Threedecks.org. 2014년 10월 15일에 원본 문서에서 보존된 문서. 2014년 7월 26일에 확인함.
5. 1 2 3 4  Gardiner 2001, p. 86.

## 더 읽어보기
- Muñoz, Francisco José Díaz y Díaz y Luis Alberto Gómez (1999). Biografías de los Grandes Marinos al servicio de España
- Harbron, John D (1988). Trafalgar and the Spanish Navy
- Saarinen A. (2003). The Moonlight Battle or Battle off Cabo Santa María – 16 January 1780. TBA